# Assedio di Güns
L'assedio di Kőszeg o, secondo fonti tedesche, l'assedio di Güns (in turco: kuşatması) fu un evento bellico, parte della piccola guerra in Ungheria nel più ampio contesto delle guerre ottomano-asburgiche che consistette nell'assedio, avvenuto nel 1532, della cittadina di Kőszeg (in tedesco: Güns) all'epoca situata nel Regno di Ungheria facente parte dell'Impero asburgico. Durante l'assedio, le forze difensive appartenenti alla monarchia asburgica, guidate del capitano croato Nikola Jurišić, difesero la piccola fortezza di frontiera con solo 700-800 soldati croati a disposizione, senza cannoni e con poche armi. I difensori impedirono così l'avanzata verso Vienna dell'esercito ottomano forte di 100 000 uomini comandati dal sultano Solimano il Magnifico e dal gran visir Pargali Ibrahim Pascià.
L'esatto esito del combattimento è sconosciuto, poiché vi sono due versioni che differiscono, a seconda della fonte. Nella prima versione, Nikola Jurišić respinse l'offerta di arrendersi a condizioni favorevoli; nella seconda versione, alla città vennero offerti i termini per una resa nominale. In ogni caso, Solimano accumulò nell'assedio quasi quattro settimane di ritardo rispetto a quanto previsto e pertanto, con l'arrivo delle piogge di agosto, fu costretto a ritornare a Costantinopoli e ad abbandonare l'obiettivo di proseguire verso Vienna.
Solimano si assicurò comunque il possesso dell'Ungheria conquistando molte altre piazzeforti, ma dopo il ritiro ottomano, l'imperatore del Sacro Romano Impero Ferdinando I d'Asburgo rioccupò parte del territorio devastato. In seguito, Solimano e Ferdinando conclusero il trattato di Costantinopoli del 1533 che confermava il Giovanni Zápolya come re di tutta l'Ungheria, ma nel contempo veniva riconosciuto anche il possesso di alcuni dei territori a Ferdinando.